# Nakorownik radełkowaty

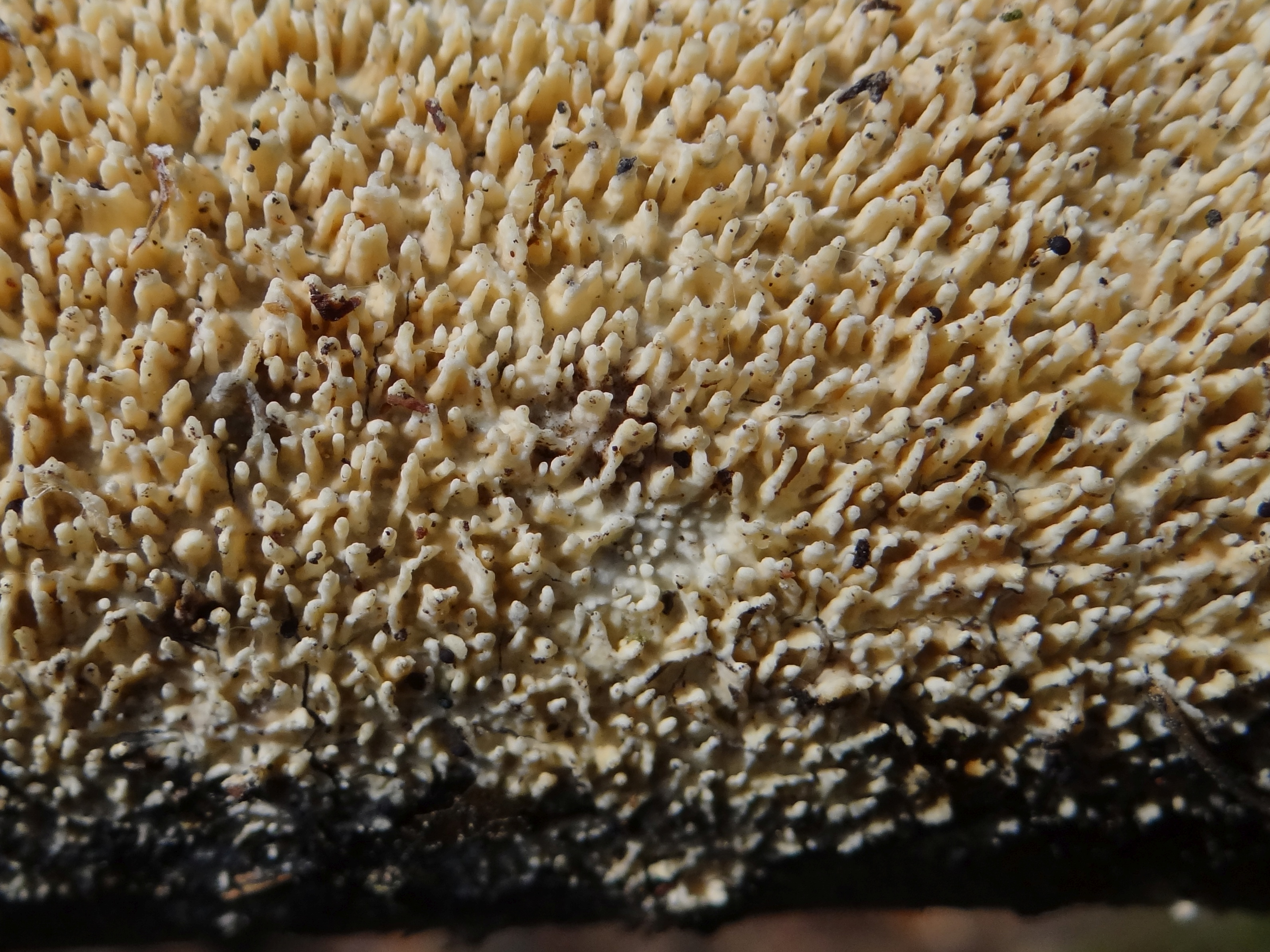

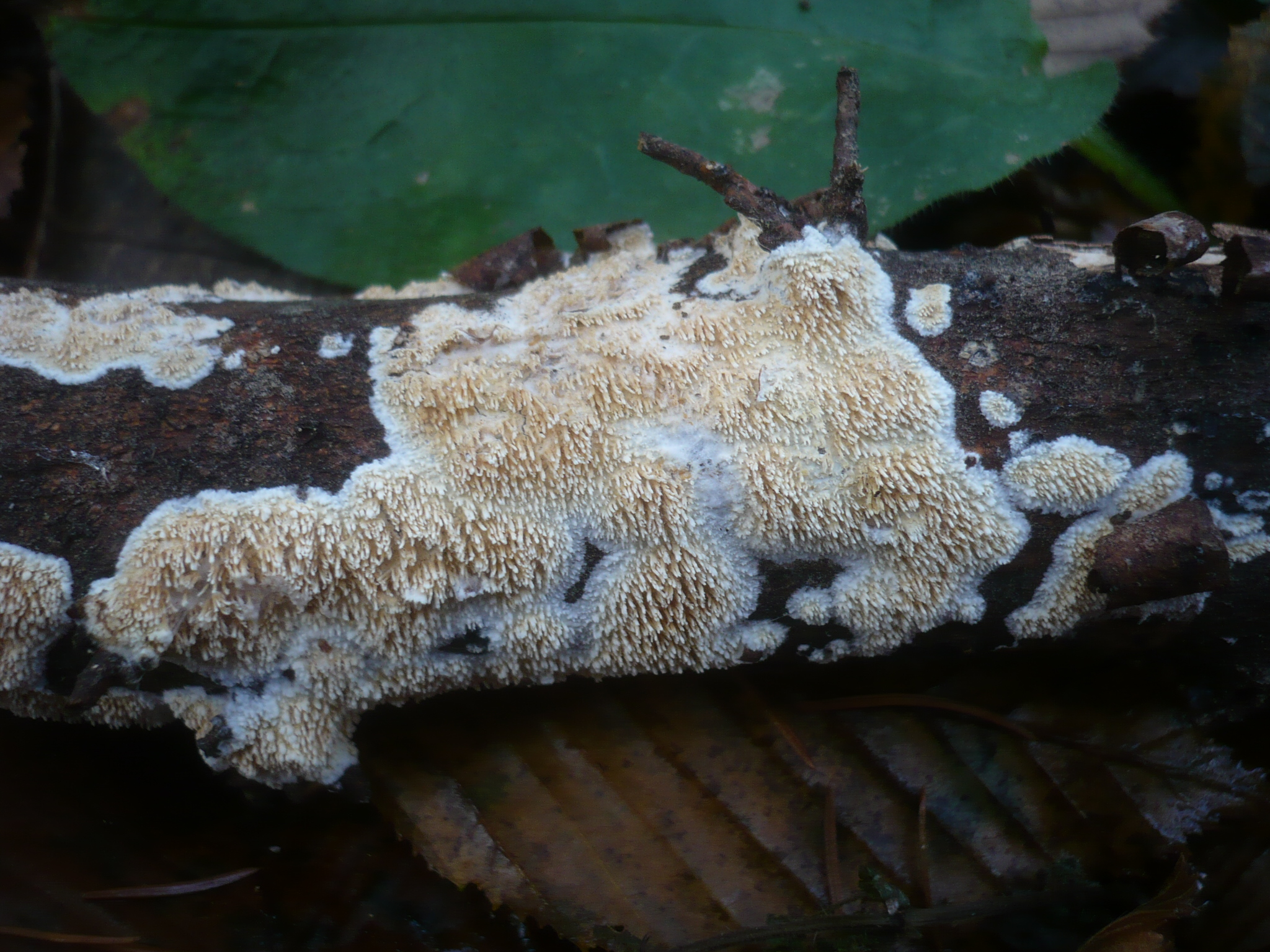

Nakorownik radełkowaty (Xylodon radula (Fr.) Ţura, Zmitr., Wasser & Spirin) – gatunek grzybów należący do rodziny drewniczkowatych (Schizoporaceae).

## Systematyka i nazewnictwo
Pozycja w klasyfikacji według Index Fungorum: Xylodon, Schizoporaceae, Hymenochaetales, Incertae sedis, Agaricomycetes, Agaricomycotina, Basidiomycota, Fungi.
Po raz pierwszy takson ten zdiagnozował w roku 1818 Elias Fries nadając mu nazwę Hydnum radula. W 1967 r. M.K. Nobles zmienił nazwę na Basidioradulum radula. Obecną, uznaną przez Index Fungorum nazwę nadali mu w 2011 r. Ţura, Zmitr., Wasser i Spirin.
Synonimy:

- Basidioradulum radula (Fr.) Nobles, 1967
- Hydnum radula Fr., 1818
- Hyphoderma radula (Fr.) Donk, 1957
- Radulum corallinum Berk. & Broome, 1875
- Radulum epileucum Berk. & Broome, 1875
- Radulum orbiculare Fr., 1825
- Radulum orbiculare Fr. 1825 subsp. orbiculare
- Radulum orbiculare var. junquillinum Quél. 1886
- Radulum orbiculare var. luteolum Quél. 1886
- Radulum orbiculare Fr.1825 var. orbiculare
- Radulum quercinum var. epileucum (Berk. & Broome) Rick 1959
- Radulum radula (Fr.) Nannf. 1935
- Sistotrema digitatum Pers. 1801
- Sistotrema radula (Fr.) Pers. 1825
- Xylodon digitatus (Pers.) Gray 1821[2].

W 1983 r. Barbara Gumińska i W. Wojewoda opisywali ten gatunek pod nazwą strzępkoskórka kolista (wówczas w piśmiennictwie polskim zaliczany był on do rodzaju strzępkoskórka Hyphodontia). Później znany był pod nazwą Basidioradulum radula, a W. Wojewoda w 2003 r. zaproponował dla niego nową polską nazwę – nakorownik radełkowaty. Po przeniesieniu go do rodzaju Xylodon obydwie polskie nazwy są niespójne z nazwą naukową.

## Morfologia
Owocnik
Jednoroczny. Jest płasko rozpostarty, początkowo o kształcie okrągłym, cienki i ściśle przylegający do podłoża. Konsystencja dość zdrewniała, powierzchnia początkowo biała, potem jasnożółta, w końcu żółta. Obrzeże pozostaje białe, przez lupę można dostrzec, że jest strzępiaste. Hymenofor kolczasty. Kolce stożkowe, tępe, o długości do 5 mm i szerokości 1–2 mm, o takiej samej barwie, jak owocnik. Mają szorstką, grudkowatą powierzchnię.
Cechy mikroskopowe
System strzępkowy monomityczny. Strzępki cienkościenne, tylko w środkowej części kolców nieco pogrubione. Mają szerokość 3–4 μm, w subhymenium są gęsto rozgałęzione i splątane, poza tym raczej proste. Przegrody nieliczne, wszystkie ze sprzążkami. Cystydy nieliczne, częściej występują w owocnikach dojrzałych. Są cylindryczne z przewężeniami, o jednorodnej zawartości i rozmiarach 50–70 × 5 μm. Podstawki prawie maczugowate lub cylindryczne, z 4 sterygmami i sprzążką przy podstawie. Mają rozmiar 20–25 × 4–6 μm. Zarodniki hialinowe, kiełbaskowate, cienkościenne, gładkie, nieamyloidalne, zazwyczaj o rozmiarach 9–11 × 3–3,5 μm.
Gatunki podobne
Na drzewie rozwija się wiele podobnych gatunków grzybów o rozpostartym, kolczastym owocniku. W diagnozie taksonomicznej M.K. Nobles podkreśla, że gatunek ten rośnie na korze i ma kolisty owocnik, jednak może rosnąć również na drewnie, a owocnik kolisty jest tylko u młodych okazów. Morfologicznie bardzo podobna jest strzępkoskórka szczeciniasta (Hyphoderma setigerum) i niektóre inne gatunki z rodzaju Xylodon i Hyphodontia. Również mikroskopowo trudno odróżnić niektóre gatunki tych rodzajów. Wydaje się, że konieczna jest rewizja tych gatunków.

## Występowanie i siedlisko
Występuje w Azji (Indie, Japonia, Korea), Australazji, Europie, Ameryce Północnej i Południowej. W Polsce średnio częsty, notowany głównie w górach.
Występuje w lasach, parkach i ogrodach na martwych gałęziach, gałązkach i na drewnie, głównie drzew liściastych, ale także na jodle. Rozwija się głównie na korze, ale czasami także na drewnie. Wywołuje białą zgniliznę drewna.